# Mecynoecia delicatula
Mecynoecia delicatula is een mosdiertjessoort uit de familie van de Entalophoridae. De wetenschappelijke naam van de soort is, als Pustulopora delicatula, voor het eerst geldig gepubliceerd in 1875 door Busk.